# Klungelsmurf
Klungelsmurf, in de tekenfilms meestal kortweg Klungel genoemd, is  een van de vaste personages uit het universum van de Smurfen, bedacht door de Belgische striptekenaar Peyo. Hij komt zowel voor in de oorspronkelijke stripserie van Peyo als in de hierop gebaseerde tekenfilms. 
Hij is zoals zijn naam al aangeeft erg onhandig, waardoor zijn hulp doorgaans niet geapprecieerd wordt. Soms struikelt hij zelfs over zijn eigen voeten. 

## Stripreeks
In de stripreeks wordt Klungelsmurf ook wel Onhandige Smurf of Stuntelsmurf genoemd. Hij heeft hier geen speciale uiterlijke kenmerken.

## Tekenfilm
In de tekenfilms is Klungelsmurf te herkennen aan zijn te grote muts. Hij is hier de beste vriend van Brilsmurf en verzamelt stenen.

## Stem
Voor de animatieserie De Smurfen werd de stem van Klungelsmurf ingesproken door Bill Callaway. In de Nederlandse versie werd de stem van Klungelsmurf ingesproken door Corry van der Linden.
Voor de films De Smurfen uit 2011, The Smurfs: A Christmas Carol uit 2011, De Smurfen 2 uit 2013 en The Smurfs: The Legend of Smurfy Hollow uit 2013 werd Klungelsmurf ingesproken door Anton Yelchin. In de Nederlandse versie werd deze ingesproken door Sascha Visser.
Voor de animatiefilm De Smurfen en het Verloren Dorp uit 2017 werd Klungelsmurf ingesproken door Jack McBrayer. In de Nederlandse versie was dit Kees Tol.
Voor de film Smurfs uit 2025 werd Klungelsmurf ingesproken door Hugo Miller.
In de Vlaamse nasychronisatie waren Gilles De Schryver en Michaël Pas stemacteurs voor deze rol.

## Muziek
- Met Z'n Allen (cover van Everybody van DJ Bobo), in 1995 verschenen op het album Smurf the House van Irene Moors (zie ook Smurfenhouse).

## In andere talen
- Duits: Clumsy
- Engels: Clumsy Smurf
- Frans: Schtroumpf Maladroit
- Italiaans: Tontolone
- Hongaars: Ügyifogyi
- Pools: Ciamajda
- Spaans: Pitufo Torpe/Tontín
- Turks: Sakar Şirin